# タモリ倶楽部
『タモリ倶楽部』（タモリくらぶ、英称:Tamori Club）は、テレビ朝日系列で1982年（昭和57年）10月9日から2023年（令和5年）4月1日（3月31日深夜）まで放送された日本の深夜バラエティ番組。タモリが司会を務める冠番組、長寿番組だった。モノステレオ放送、ハイビジョン制作（2010年7月10日放送分より）、字幕放送（2015年1月17日放送分より）が実施されていた。
番組サブタイトルは、英称：「FOR THE SOPHISTICATED PEOPLE」が使用されていた（番組タイトルの節も参照）。
この項目では、前身番組でタモリ司会のバラエティ番組『夕刊タモリ!こちらデス』（ゆうかんたもり!こちらです）についても触れる。

## 概説
1981年（昭和56年）10月4日から1982年9月26日までの1年間、同局で放送されていた報道番組『日曜夕刊!こちらデスク』のパロディ番組として、前半は毎週日曜日の18:30 - 19:00、後半は17:40 - 17:55（JST）に放送されていた、『夕刊タモリ!こちらデス』を原点とした“元祖脱力系番組”をコンセプトにしている。なお「夕刊タモリ」は時事ネタを元にしたコント番組で、オープニングでは「夕刊」の字が分裂して「タモリ」になっていたほか、サブタイトルとして「〜YOU CAN TAMORI〜」も表示されていた。
当番組は1982年10月9日から当時、毎週土曜日の0:10 - 0:40（JST、毎週金曜日深夜）の深夜バラエティ番組としてタモリが所属する芸能事務所田辺エージェンシーと共同制作で放送開始（1980年代は制作会社フルハウス、1990年代以降はフジテレビ『タモリのボキャブラ天国』を制作していたハウフルスと共同制作を実施）。同じくタモリが司会を務めたフジテレビ系列の帯バラエティ番組『笑っていいとも!』の放送開始から4日後のことであった。
この同時期放送開始には、タモリが所属する田辺エージェンシー代表取締役社長、田邊昭知（田辺昭知）の並々ならぬ後押しがあったという（田辺はタモリ本来のシュールな芸風を気に入っており、『笑っていいとも!』の司会をする事でその才能が鈍化するのを嫌って、シュールさを前面に出した同番組を企画したといわれている）。その後、どちらもタモリの代表的な番組となり（前者は2014年3月末で終了）、長寿番組となった。
番組の公式ウェブサイトはテレビ朝日のサイト内にある簡単な解説のみで、独立した番組サイトは設置していない。ケータイサイトでは当初コンテンツ紹介が無く、タイトルロゴが表示される待ち受け動画や番組テーマソングのダウンロードができるのみであった。2016年以降はスマートフォン向け番組サイトに次回予告や出演者紹介のコンテンツが設けられる様になった。
同局で放送されていたバラエティ番組『くりぃむナントカ』がテレビ朝日社員に行ったアンケートで、好きなテレビ番組に当番組が第1位に選ばれた。
放送回によっては、7% - 9%と深夜番組としては高い視聴率を記録する事もあり、同時間帯では1位になる事が多い。
2009年10月、テレビ朝日の秋の番組改編に伴い、平日の24時以降の深夜バラエティ番組の大半を放送終了させたが、『さまぁ〜ず×さまぁ〜ず』と当番組は残る事となった。
2010年7月9日放送分よりハイビジョン放送を実施。
2015年1月16日放送分より字幕放送を実施。
2022年10月には放送開始40周年を迎えた。

### 最終回
2023年4月1日（3月31日深夜）の放送を以て、40年6か月、延べ1,939回に亘る放送の歴史に幕を下ろした。
番組終了については、同年2月22日、テレビ朝日サイドが3月31日深夜の放送で本番組を終了すると発表したことが各メディアにて伝えられた。同年3月10日に行われた同局の改編説明会でも本番組の終了について言及され、合わせて後番組として『出川一茂ホラン☆フシギの会』が金曜未明（木曜深夜）から移動すると発表された。同年4月以降、テレビ朝日かつ民放全てにおいてタモリが出演するレギュラー番組は『ミュージックステーション』のみとなった。なお、テレビ朝日におけるハウフルス制作のバラエティ番組は同年5月8日より開始された『一億総リミッター解除バラエティ 衝動に駆られてみる』に引き継がれ、本番組にも多く出演し「タモリ電車クラブ」のメンバーでもあった市川紗椰がレギュラー出演していたが、同年9月25日に終了。
同年8月6日に最も遅れ幅の大きかった琉球朝日放送にて最終回が放送され、全てのネット局で放送が終了した。最終回時点ではテレビ朝日系列フルネット24局すべてにおいて放送されていた。
なお、番組終了の背景には、司会を務めたタモリが高齢になったこと、新型コロナウイルス感染症の影響で「空耳アワー」向け背景映像のロケーション撮影が満足に行えずに不定期化したこと、BGMに洋楽を多用する関係上、見逃し配信が行えなかったことが挙げられている。

## 出演者

### MC
- タモリ

### ソラミミスト
- 安斎肇
  - 「空耳アワー」及び「空耳アワード」を担当。

### ゲスト
2名〜5名ほど出演、うち1名が進行を務める。また、タレントのゲストとは別に、テーマに沿った一般人やある分野に詳しい素人なども登場する。

## 番組史

### 放送時間の変遷
| 放送期間                      | 放送時間    |
| ----------------------------- | ----------- |
| 1982年10月9日 - 1983年9月30日 | 0:10 - 0:40 |
| 1983年10月7日 - 1985年10月5日 | 0:15 - 0:45 |
| 1985年10月12日 - 2000年4月1日 | 0:00 - 0:30 |
| 2000年4月8日 - 2001年9月29日  | 0:09 - 0:39 |
| 2001年10月6日 - 2009年9月26日 | 0:15 - 0:45 |
| 2009年10月3日 - 2023年4月1日  | 0:20 - 0:50 |

- 関東地区における放送時間（JST）、全て土曜未明（金曜深夜）に放送。

### 記念回
| 放送日         | 記念回             | 節目記念回の主な企画内容                                                                    |
| -------------- | ------------------ | ------------------------------------------------------------------------------------------- |
| 1982年10月9日  | 第1回              | オールナイトニッポンを終えたタモリ氏のその素顔を追跡?                                       |
| 1984年10月6日  | 第100回            | 100回記念大戦争ゴッコ                                                                       |
| 1986年11月8日  | 第200回            | ロケバスを借り切って車内宴会                                                                |
| 1988年6月12日  | 第300回            | 12月特別企画・大河ドラマ 大江戸たすけ鬼捕物帳 大江戸助け鬼大会!                             |
| 1991年3月7日   | 第400回            | 400回特別企画 愛のさざなみ・誓いの再会編                                                    |
| 1993年2月27日  | 第500回            | 祝500回記念特別企画 帰ってきた『愛のさざなみ』直木賞作家書き下ろしドラマスペシャル          |
| 1995年3月4日   | 第600回            | 祝600回放送記念! 各界の頭脳結集 番組宣伝会議                                                |
| 1997年3月15日  | 第700回            | 祝700回放送記念!「全日本排便時下半身むきだし連盟」                                          |
| 1999年3月27日  | 第800回            | 祝800回放送記念! 移動立体感謝広告出没す!                                                    |
| 2001年4月7日   | 第900回            | 祝900回放送記念緊急企画!「2代目ソラミミストオーディション大会」                             |
| 2003年4月26日  | 第1000回           | 『タモリ倶楽部1000回放送記念飲み会』 〜於 酒処 高橋かつみ QUIZ!業務用居酒屋グッズのお値段〜 |
| 2005年5月21日  | 第1100回           | 超ピンポイント!マニアックな図鑑の世界!!                                                     |
| 2007年7月28日  | 第1200回           | 縛った古新聞はなぜ解けるのか!?身近な疑問からはじめるロープワーク                            |
| 2009年9月12日  | 第1300回           | リマスターがやって来るヤァ!ヤァ!ヤァ! ビートルズ47年目の真実!                               |
| 2011年10月15日 | 第1400回           | 東京23区で唯一の自然島“妙見島”でリゾート気分を満喫!                                         |
| 2013年11月16日 | 第1500回           | OA機器メーカーが新商品を発表「城ラマ」を攻める!                                             |
| 2016年1月9日   | 第1600回           | タモリ電車クラブついに西日本進出!!大阪環状線一周ツアー前編                                  |
| 2018年2月16日  | 第1700回           | ザンネンな観光パンフレットAID                                                               |
| 2020年4月25日  | 第1800回           | タモリ倶楽部を踏み台足がかりにしていった芸人達                                              |
| 2022年5月21日  | 第1900回           | 日本で作り始めて70周年!アナログ漫画家が叫ぶスクリーントーン愛                               |
| 2023年4月1日   | 第1939回（最終回） | 巷の皆さん間違ってますよ!タモリ流レシピを訂正しよう!                                        |

## 番組構成

### 番組テーマ曲
オープニング・エンディング曲
- ロイヤル・ティーンズ（英語版） 「ショート・ショーツ」
  - 時期によって、オープニングがピアノやキーボードのインストルメンタルになった時期もあるが、結局は原曲に戻っている。
  - 2023年現在は、オリジナル音源を編集したものが使われている。
  - 当曲は次回予告（2017年9月23日放送分までは、本編エンディング）でも流れるが、オープニングが上記インストルメンタルでもこちらでは原曲が流れていた。

「空耳アワー」エンディング曲
- ブライアン・ハイランド 「ベビー・フェイス（英語版）」[6]

オムニバス・アルバム『オールディーズ』（MCAビクター、MVCM-2302、1995年11月16日発売）には、2曲とも収録されている。
過去のオープニング・エンディング曲
- ジョエル・グレイ 「ウィルコメン（英語版）」

### オープニング映像
オープニング映像は、最初に番組タイトル名が画面上から現れると、ロイヤル・ティーンズ（The Royal Teens）の楽曲「ショート・ショーツ（Short Shorts）」（一時期除く）に合わせ、女性（初期には男性も）が様々な下着（TバックやOバックも含む）を着用して、背後でお尻を振る映像（一時期にはCG制作もあった）が流れる。「ショート・ショーツ」は、ボーカル無しで、主旋律をピアノまたは電子楽器で演奏するアレンジされたものを使用した時期もあった。
お尻を振る女性は当番組の出演者やスタッフ間の中では「お尻ギャル」と呼ばれ、番組内で不定期に募集がかけられ、番組企画の一環として選考会が行われることがある。その際、顔や氏名はプライバシー及び個人情報等の関係で一切公開されず「尻のみ」で選定が行われ、タモリらゲストらが「これは和尻だね!」などと論評する。
1995年には、電子楽器時代と『帰ってきたタモリ倶楽部』時代に使われたお尻の映像を混合し、オープニング音楽も電子楽器から原曲に戻った。
ハイビジョン化する前は、本物の人間の映像に加え、一部CGの映像が混入する形式がとられていた。また、ワンシーンだが尻をショーツではなく手や番組のロゴで隠している映像がある。ハイビジョン化後は安斎肇（ソラミミスト）のイラスト付きの映像が作られた。
過去には、テーマ曲が短縮された上で生身の女性が一切出ない「CGによるお尻のみ」でのオープニングが放送されたことがある（2001年）。また、オープニング映像がプールに飛び込む水着女性を後ろから撮影したものに変わったり、テーマ音楽（ミュージカル『キャバレー』中の"Willkommen, Bienvenue, Welcome!"）なども刷新されたことがあったが、これらは程なくして全て元に戻った。キリン・シーグラムが単独スポンサー（一社提供）だった頃、同社のウィスキー「NEWS」のロゴが入ったTシャツを、ノーブラで着て踊る女性に水をかけ乳首を透けさせるというオープニングも存在したが、これも程なく元に戻った。
1994年2月5日放送分では「マスマス元気に」というテーマでお尻オーディションを開催する（審査員はタモリの他に糸井重里、山田五郎が務めた）。応募総数172名のうち、書類選考で30名が第一次審査でテレビ朝日に集まる。ここで出演部門ごとにランジェリー、Tバック、そしてノーパンの三部門の希望者を確認して（特に部門別に審査は行われていない）第二次審査（審査員のモニター審査）に合計15名が進む。第二次審査で更に6人を選び、第三次審査（審査員による最終現物審査）を行う。そして最終結果を3人の審査員が一人ずつ選んで3人の「お尻」女性が決定された。結果的にランジェリー、Tバック、ノーパンの部門で一人ずつ選ばれた（なお、女性はお尻を見せるため全員後ろ向きであったため、顔はほぼ見せていない）。
このうち、Tバック部門ではTフロントコスチュームで話題だったアイドルグループピンクサターンの松原理恵が、ノーパン部門ではAV女優の沢田杏奈が選ばれた。また、第二次審査以降はお尻を見せることもあり、下はパンティ、上はブラジャーか衣装をまとっているのに対して、沢田杏奈だけはノーパン部門ということもあって、パンティは履いていなかった。しかし、第三次審査では上もブラジャー等付けず（ハイヒールを履いているのみ）、生のオッパイからアンダーヘアも露出した、いわゆる全裸で最後まで審査を受けていた。
2016年8月27日放送分では「次回から鮮度バツグン映像でスタート!平成生まれONLY!お尻オーディション」が開催され、オープニング映像が6年ぶりにリニューアルされた。平成生まれ限定の「お尻オーディション」が開催され、お尻好きを自認する斉藤和義と星野源が審査員を務めた。新オープニング映像の公開は、2016年9月2日放送分から実施している。並びにミニコーナー「空耳アワー」のオープニング映像も6年ぶりにリニューアルされた。2017年6月頃からは夜景のCGをバックにしたもの（『今夜は最高!』のパロディ）に再リニューアルされた。
2020年からは、提供コールの前に、ナレーションによるその日の企画名のコールが追加されている。
2022年6月18日放送分では、ヒップダンスCGを背景にナレーションによる企画名コールの後、すぐ短い本編が続けて入るようになり、提供コールは分離された。短い本編開始の数分後に、企画内容を背景にした提供コールとCMが入る。このため、オープニングではテーマ音楽が2回流れる（エンディング次回予告を含めると3回）。しかし翌週6月25日放送分では、2週前の元の構成に戻った。
象徴的な映像はヴィム・ヴェンダースが日本で撮影したドキュメンタリー『東京画』（1985年）にも映り込んでいる。

### オープニング
タモリが専用のハンドマイクを持ち、「毎度おなじみ流浪の番組、タモリ倶楽部でございます」 というあいさつで始まる。コロナ禍には「流浪」の部分を「不要不急」に置き換えてあいさつしていた。また、ナレーターがこのフレーズを言う場合もある。同時に左上に収録・撮影・ロケ地が表示される。
その日の企画の内容に合わせて、タモリが世間話を話していると、当日のゲストが2名から5名が登場し、コント風のやりとりがなされる。中には上記の台詞を話す前からゲストが既に登場している企画や、世間話を話した後にゲストがタモリに話しかけながら登場する企画もある。ゲストとのトークで本日の企画の内容が明らかにされ、企画の場所へ移動する。

### 企画の本筋
オープニングの後、ナレーションによってその日の企画内容（後述）が進められ、先述のオープニング映像が流れる。企画が始まるとたいていは、代表をしてテレビ朝日アナウンサーやゲスト1名が進行役となり、台本・手札・フリップなど使用して、本編（企画）を進めていく。
司会のタモリは聞き役に回る。番組開始当初は企画の本筋へ入っても司会のタモリ1人で司会進行を務め、ゲストが居た際にも行っていた。近年では、タモリは自ら進行役はイヤだと言う。『タモリ倶楽部』の番組タイトルに対して、タモリは「名義貸しで番組をやっている」と語る。

### 撮影・ロケーション

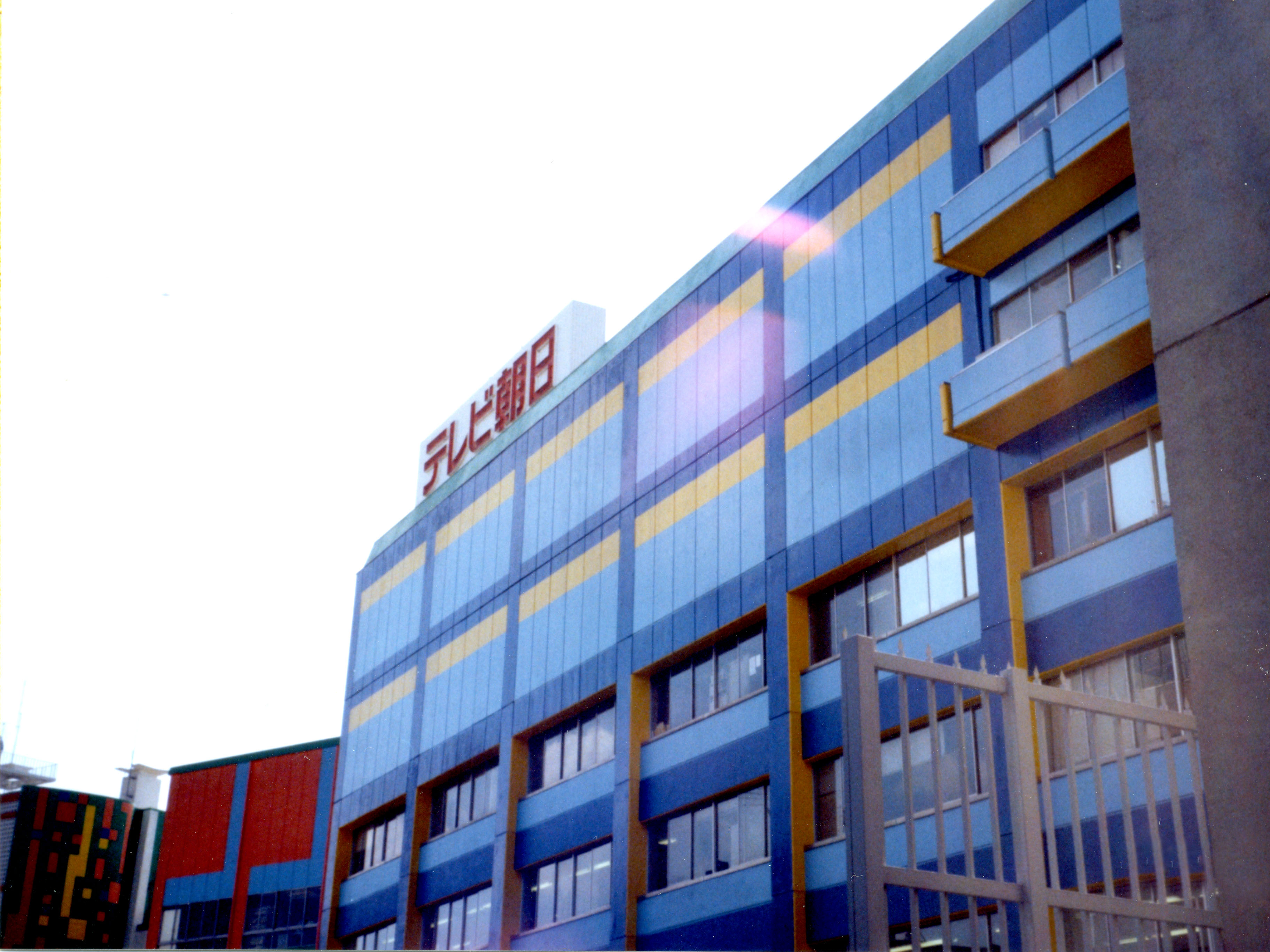
番組放送開始から2000年まで不定期で撮影をしていた、テレビ朝日六本木センター（1989年10月撮影）

「低予算番組で番組スタジオセットが組めない」という触れ込みのため、ほぼ毎回ロケーションスタイルで制作されている。ロケの場合、全く関係のない人が少ない場所で行われるため、後ろを普通に通行人や自動車、自転車、バイクが通っていたり、遠くからロケを眺めている人が映っている。局内での収録の場合（空耳アワード等）も大抵はテレビ朝日社屋・ロビー、あるいは制作会社であるハウフルスの会議室・仕事場・収録場所の廊下などを使用し、最低限の番組スタジオセットを組んで収録している。
タモリのスケジュールと予算面から、ロケ先は東京近郊が基本となっている。ただし『笑っていいとも!』終了後は大型の遠征ロケを行うケースがあり、2016年1月9日・1月16日放送分では「タモリ電車クラブ ついに西日本進出!!大阪環状線一周ツアー（前編・後編）」として大阪ロケが行われた。当番組が関東地区以外でロケを行ったのは2000年12月22日に放送された「新幹線各駅停車うどんつゆの旅」における東海道新幹線沿線ロケ以来、15年ぶりとなった。
また、2016年4月30日・5月7日・5月14日放送分で大型遠征ロケ第2弾として「タモリ電車クラブ 今度は京都へ!いよいよ開業!京都鉄道博物館（前編・後編）」と「せっかく京都に来たから 京阪電車と比叡山横断のりものツアー（前編・後編）」の京都ロケが3週にわたって行われた。鉄道企画で3週にわたって放送されるのは当放送回が初めてである。
2020年の新型コロナウイルス流行後は、屋外ロケを避けテレビ朝日社内で収録しており、その際にタモリは『毎度おなじみ、流浪しない番組』『毎度おなじみ、不要不急の番組』などとオープニングの口上を変えていた。2022年1月21日放送分から、屋外ロケを再開した。

### ハイビジョン化
2010年7月3日放送分まで、画面アスペクト比4:3の標準画質（SD）で放送していた。番組内でも過去2回にわたり、『タモリ倶楽部』のHD化について企画を取り上げたことがあるが、「番組制作上の予算の都合」や「SDテープに在庫があるのでこれを使い切らないといけない」ことを理由にSDでの制作を続けた。この際検証の度にHDTVカメラで撮影された映像は地上デジタル放送では4:3画角レターボックス放送（額縁放送）で放映された。
2011年7月24日に地上アナログ放送が停波するのに伴い、2010年7月5日から地上デジタル放送への完全移行を前提に、地上アナログ放送の全番組が画角16:9のレターボックス放送に移行するため、本番組も7月9日放送分「RCカーマニア高山善廣、聖地タミヤで電流バトルIN新橋」からハイビジョン化（同時にオープニングを新装）。その前週の2日放送分ではオープニングのHD化対策企画とお尻オーディションを行った。
テレビ朝日系列のバラエティー番組として最後に残ったハイビジョン（HD）未対応番組であった。

### 適当さ・ゆるさ
司会のタモリのシュールな芸風を尊重しているため、タモリらゲスト出演者のやる気のなさや収録の適当さを前面に出しているのも特徴のひとつである。あまりのやる気のなさ（主にオープニング場面）に時折、「やる気を出せ〜」とツッコむ進行役のお笑い芸人もいるが、タモリの「俺は名前を貸しているだけだ」「名義貸しだよ」という姿勢になったり、本人が好きな鉄道関連になると「番組のタイトルはなんて名前?」「俺の番組だ」などと権力を行使しし誰もツッコめず、結局何もなかったように番組が進行していく。
料理企画では、タモリが番組の流れを無視して一品料理をこさえたり、用意してあるアルコール類を飲酒してひとり上機嫌になる場面もみられる。

### 番組タイトル・テロップ
番組開始当初のタイトルロゴはタモリ自身が書いたもので、サブタイトルは「CONVENIENCE CABARET（「便利なキャバレー」の意）」だった。その後、2代目としてサブタイトルが「FOR THE SPONTANEOUS（「自発的な」の意） PEOPLE」になった時期もある。1991年10月に番組10年目突入を記念して現在のタイトルロゴに変更、3代目となるサブタイトルは「FOR THE SOPHISTICATED PEOPLE（「洗練された人々のために」の意味）」である。デザインはMASA - TOYOが担当（ハウフルス社長：菅原正豊）。なお、4代目ロゴに変更された当初は「帰ってきたタモリ倶楽部 FOR THE SOPHISTICATED PEOPLE」と表記されていた。電子楽器になった1994年には、『帰ってきた』の部分が削除され、「タモリ倶楽部 FOR THE SOPHISTICATED PEOPLE」に戻ったが、原曲に戻った1995年以降も継続して使用されている。
オープニング映像が一新された回（女性がプールに飛び込むバージョンなど）はタイトルロゴも上記とは全く別のものになっていたり、オープニング映像の最初に挿入されるサブタイトルが非表示の時期もあった。
「空耳アワー」のミニコーナーで最高の評価商品には、ジャンパーの背後に「TAMORI KU楽BU」と描かれている。
新聞などの番組表では、1行あたりの文字数（10文字程度。Gコード併記の場合5文字程度）の都合により「タモリ」とだけ掲載されることが多い。
テロップ演出については、発言内容をなぞるテロップは表示されない。ただしトーク内容を説明したり、ツッコミを入れるテロップが表示されることはある。
放送開始からゲスト出演者の氏名、ロケ地のテロップ表記に関してはシンプルな白い文字を使用していたが、2015年3月27日放送分から、いずれも少し手を加えられた表記となった。それ以外のテロップに関しては、時代に合わせて徐々に派手なものが使われるようになっている。ただし発言内容をそのままテロップ化することは行われていない。
2019年3月22日放送分からは、左上に番組内容を説明する固定テロップが表示されるようになった。
2023年4月1日放送の最終回においては、「DEAR SOPHISTICATED PEOPLE, THANK YOU FOR 40 GREAT YEARS.（親愛なる洗練された人々へ、40年間のご愛顧に感謝いたします。）」という、視聴者への感謝の言葉がエンディングの提供の画面に表示された。

### BGMのダジャレ
当番組では企画（コーナー）の趣旨説明や解説の映像のバックに、一見デタラメで適当な選曲に思える音楽や効果音が流れることがあるが、たいていの場合、その音には曲名や歌詞、歌手名などを使ったダジャレが含まれている。ギャグとしてカラスの鳴き声やくしゃみなどの効果音が入ったりする。BGMはフェードアウトせず、途中で切れるような終わり方も特徴。
これは同じハウフルス制作で佳夢音がサウンドコーディネートを担当する番組に共通して見られる傾向で『出没!アド街ック天国』（テレビ東京系列）、『秘密のケンミンSHOW』（読売テレビ制作・日本テレビ系列）、過去では、『世紀のワイドショー!ザ・今夜はヒストリー』・『チューボーですよ!』（TBS系列）、『クイズ世界はSHOWbyショーバイ!!』・『マジカル頭脳パワー!!』（日本テレビ系列）などでも同様の選曲がなされている。

### スポンサー
基本的には、ノンスポンサー だが、過去には、キリン・シーグラム一社提供だったこともある（#オープニング映像参照）。
地方局ではこの限りでなく、テレビ朝日においても時々単発で映画やCDなどのスポンサーがつく場合がある。
2009年4月から2010年9月までは、司会のタモリがCMに出演している関係からほぼ全国区でアコムがスポンサー（クレジット表記なし）につくようになった（30秒CM）。2010年10月以降は週替で1社スポンサーがつくようになった（おなじく30秒CM）。

## 企画
長年にわたり、放送されてきた企画は数え切れないほど多い。年に1度（3月後半から4月前半にかけて）は、通常放送の後半のミニコーナーである「空耳アワー」の特別編である「空耳アワード」が前編・後編の2週に分けて放送される。
当番組の記念すべき第1回の企画は「オールナイトニッポンを終えたタモリ氏のその素顔を追跡?」とドキュメンタリー番組に似せた企画「ドキュメンタリー劇場 現代の顔」とナレーターの武田広によって司会のタモリの謎に包まれた怪しい私生活を暴く内容であった。
第2回は「潜入!ザ・テレビジョン編集部」、第3回は「女性ボディービルダーを紹介」と続いていき放送終了まで何か一つの分野をとことん追求するという企画が続いていった。

### タモリ電車クラブ（TAMORI TRAIN CLUB）
当番組ではそれまでも数多くの鉄道企画を行ってきたが、2006年2月18日放送分（関東地区）で、番組内において「タモリ電車クラブ」（TAMORI TRAIN CLUB）を発足させた。2020年5月現在、以下の25名程度が会員に名を連ねている。
| 会員No. | クラス | 会員名                                         | 入会日                                                                               | 備考 |
| ------- | ------ | ---------------------------------------------- | ------------------------------------------------------------------------------------ | --- |
| No.0001 | ★      | タモリ                                         |                                                                                      | 2020年5月15日放送の「鉄道を制する者は受験を制す!?難関中学入試問題vsタモリ電車クラブ」で、「難関中学入試問題を間違えたら会員証を剥奪する」というルールで問題を解いていたが、2問目で誤答したため、剥奪が免除された。 |
| No.0002 | ★      | 原田芳雄                                       | 2011年7月に死去し、名誉会員に任命された。                                            | |
| No.0003 | ★      | 向谷実                                         | 元カシオペアキーボーディスト。                                                       | |
| No.0004 | ★      | 南田裕介（ホリプロマネージャー）               | 現久野知美担当マネージャー。豊岡真澄のマネージャーも担当していた。                   | |
| No.0005 | ★      | 東出有輝（東京地下鉄社員）                     | 元サンズエンタテイメントマネージャー。                                               | |
| No.0006 | ●      | 勝田和宏（テレビ朝日報道局社会部記者）         | 元テレビ朝日アナウンサー。                                                           | |
| No.0007 | ●      | ほんこん（130R）                               | 土屋礼央が進行役をするまでは企画の進行役を担当していた。なお鉄道好きではない。       | |
| No.0008 | ●      | 芦沢教授                                       | 2006年2月18日 「タモリ電車クラブ 入部審査会」                                        | |
| No.0009 | ●      | 吉川正洋（ダーリンハニー）                     | 2006年2月18日 「タモリ電車クラブ 入部審査会」                                        | |
| No.0010 | ●      | 岡安章介（ななめ45°）                          | 2006年2月18日 「タモリ電車クラブ 入部審査会」                                        | |
| No.0011 | ★      | 岸田繁                                         | 2007年1月20日・1月27日 「赤い電車に乗って京急車両工場へ行こう」                      | くるりは当時の京急CFソング「赤い電車」も制作している。 |
| No.0012 | ●      | 松尾貴史                                       | 2007年1月20日・1月27日 「赤い電車に乗って京急車両工場へ行こう」                      | 企画の初期の進行役として参加。なお鉄道好きではない。 |
| No.0013 | ●      | 田中要次                                       | 2007年12月8日・12月15日 「メトロに乗って綾瀬検車区に行こう!!」                       | 元日本国有鉄道（国鉄）職員、元東海旅客鉄道（JR東海）社員。 |
| No.0014 | ●      | 豊岡真澄                                       | 2007年12月8日・12月15日 「メトロに乗って綾瀬検車区に行こう!!」                       | 結婚・妊娠により芸能界を引退。 引退後はブログやSNS、鉄道関係のイベント等で活動を継続している。 |
| No.0015 | ★      | 土屋礼央（RAG FAIR・ズボンドズボン）           | 2007年12月8日・12月15日 「メトロに乗って綾瀬検車区に行こう!!」                       | 2017年9月16日の放送より鉄道企画で進行役を務めている。 2020年5月15日放送の「鉄道を制する者は受験を制す!?難関中学入試問題vsタモリ電車クラブ」で、「難関中学入試問題を間違えたら会員証を剥奪する」というルールで問題を解いていたが、先にタモリが誤答してしまい、ルール変更により剥奪が免除された後に、誤答してしまった。                                                                                 |
| No.0016 | ●      | 原田喧太                                       | 2007年12月8日・12月15日 「メトロに乗って綾瀬検車区に行こう!!」                       | 原田芳雄の息子。 |
| No.0017 | ●      | 真田喜延（オスカープロモーションマネージャー） | 2007年8月11日 「地上で地下鉄の音を聴く!?東京聴き鉄MAP」                              | |
| No.0018 | ●      | 長嶋トモヒコ（ダーリンハニー）                 | 2008年6月21日・6月28日 「新渋谷駅&東急東横線に潜入!!」                               | |
| No.0019 | ●      | 堀部圭亮                                       | 2008年6月21日・6月28日 「新渋谷駅&東急東横線に潜入!!」                               | 元パワーズ、元K2。 |
| No.0020 | ★      | 六角精児                                       | 2011年12月10日・12月17日 「夢の大型鉄道企画 京急タモリ線を敷こう!」                  | 「JDが作った駅構内模型に胸キュン!!潜入昭和女子大!山手線全29駅模型EXPO」の回より伊藤壮吾と共にシルバー会員からゴールド会員に昇格した。 |
| No.0021 | ●      | 越中詩郎                                       | 2011年12月10日・12月17日 「夢の大型鉄道企画 京急タモリ線を敷こう!」                  | |
| No.0022 | ●      | 市川紗椰                                       | 2015年2月21日・2月28日 「JR初進出!鶴見線&南武線直通列車で満喫旅」                    | 出演していた『ユアタイム』（当初は『ユアタイム〜あなたの時間〜』）放送期間中は放送時間が当番組と重複するため当番組には出演しなかった。 |
| No.0023 | ★      | 伊藤壮吾（SUPER★DRAGON）                       | 2020年2月7日 「JDが作った駅構内模型に胸キュン!!潜入昭和女子大!山手線全29駅模型EXPO」 | 2019年11月23日・11月29日で初参加し、仮会員になるが、2020年2月7日の放送で正式にゴールド会員になった。 2020年5月15日放送の「鉄道を制する者は受験を制す!?難関中学入試問題vsタモリ電車クラブ」で、「難関中学入試問題を間違えたら会員証剥奪する」というルールで問題を解いていたが、早々1問目で間違ってしまった為、剥奪となったが、その他の問題でタモリも間違えてしまった為、ルール変更により剥奪は免れた。 |
| No.0024 | ●      | 久野知美                                       | 2020年5月15日 「鉄道を制する者は受験を制す!?難関中学入試問題vsタモリ電車クラブ」     | 初登場でタモリ電車クラブ仮会員となったが、難関中学入試問題をただ1人全問正解し、正式に入会した。 |

- ★ - ゴールド会員、● - シルバー会員、● - メタリックピンク会員（女性用）
- クラブ発足にともない行われた「タモリ電車クラブ審査会」では他にやまもとまさみ、星野卓也も審査会に臨んだが入会を認められなかった。
- 鉄道関係の企画のオープニングでは、会員同士でこの会員証を見せ合うことが恒例となっている。
- 鉄道好きではない芸人がタモリ鉄道クラブに色々ガヤを言われるのも恒例となっている（オードリー、おぎやはぎ矢作、東京03飯塚など）。

### スターダスト電車クラブ（STARDUST TRAIN CLUB）
2012年11月24日放送分（関東地区）に「タモリ電車クラブにライバル出現!?スターダスト電車クラブ出発進行!!」と題して、ヒャダインを筆頭に事務所の有志を結集させ、社内で鉄道ファンを集めて、鉄道同好会を始めたという「スターダスト電車クラブ」（STARDUST TRAIN CLUB）を発足。「タモリ電車クラブ」（TAMORI TRAIN CLUB）に対抗する企画が行われた。
廣田はその後も本番組の鉄道企画への出演機会が多い。
| 会員No. | クラス | 会員名     | 入会日                                                                              | 備考                                                                |
| ------- | ------ | ---------- | ----------------------------------------------------------------------------------- | ------------------------------------------------------------------- |
| No.0001 | ★      | ヒャダイン | 2012年11月24日 「タモリ電車クラブにライバル出現!?スターダスト電車クラブ出発進行!!」 | 総合車両製作所の見学企画に参加                                      |
| No.0002 | ★      | 指田郁也   | 2012年11月24日 「タモリ電車クラブにライバル出現!?スターダスト電車クラブ出発進行!!」 | 夜行列車好きの乗り鉄                                                |
| No.0003 | ★      | 肘井美佳   | 2012年11月24日 「タモリ電車クラブにライバル出現!?スターダスト電車クラブ出発進行!!」 | 九州のローカル線好き                                                |
| No.0004 | ★      | 廣田あいか | 2012年11月24日 「タモリ電車クラブにライバル出現!?スターダスト電車クラブ出発進行!!」 | 入会時、中学2年生（13歳）の鉄子。2018年に退社してUUUMに移籍している |

- ★ - ゴールド会員

### 鉄人予備校
学校では教えてくれない鉄道の知識、感動の乗り方、素晴らしさを教えてくれる。「北斗星に乗った時の正しい行動の仕方講座」が開設されている。
講師は、旅行作家の野田隆が務めたが、他の講師がいるかどうかは目下不明である。受講資格は都内もしくは、その周辺の大学の鉄道研究会会員、あるいは鉄道ファンの芸能人である。

### タモ江地形クラブ（TAMOE GEOMORPHOLOGY CLUB）
地理企画も数多く行ってきたため、三田用水の跡を巡る回（2009年5月16日放送分（関東地区））において「都内歩いているだけ企画」と江川達也持ち込み企画がシリーズ化。江川が「タモ江地形クラブ」（TAMOE GEOMORPHOLOGY CLUB）を発足させた。この企画でゲスト出演していた石田靖とビビる大木は、タモリから「1日だけじゃ三田用水の跡について分かってない」と会員札は貰えなかった。
「凹んで楽しい 東京スリバチ学会による最新研究成果発表会」（2010年2月13日放送分（関東地区））ではマギーが裏ルートで会員札を取得し進行役を務めたが、その回の最後でタモリに没収された。
2009年5月現在、以下の4名程度が会員に名を連ねている。
| 会員No. | クラス | 会員名                                       | 入会日                                                                     | 備考                 |
| ------- | ------ | -------------------------------------------- | -------------------------------------------------------------------------- | -------------------- |
| No.0001 | ★      | 森田一義                                     | 2009年5月16日 「好評!都内歩いているだけ企画 三田用水のこん跡を巡る!」      |                      |
| No.0002 | ★      | 江川達也                                     | 2009年5月16日 「好評!都内歩いているだけ企画 三田用水のこん跡を巡る!」      |                      |
| No.0003 | ★      | 芳賀啓（地図出版社「之潮」（コレジオ）代表） | 2009年5月16日 「好評!都内歩いているだけ企画 三田用水のこん跡を巡る!」      | 元・柏書房代表取締役 |
| No.0004 | ★      | とよた真帆                                   | 2012年9月29日 「最新の微地形模型で味わう…高低差ファン待望!東京凹凸ショー」 |                      |

- ★ - ゴールド会員
- 地形関係の企画のオープニングでは、会員同士でこの会員証を見せ合うことが恒例となっている。

### タモリ倶楽部女子部
2013年2月1日放送分（関東地区）において「タモリ倶楽部 女子部からのお願い!ピンマイクの送信機をオシャレにして!!」と当番組に女性ゲスト出演する機会の多い乾貴美子や光浦靖子（オアシズ）らが結成した「タモリ倶楽部女子部」からの要望でおしゃれに対する意見が当番組に舞い込み「番組収録中に腰に付けているピンマイクの送信機のせいでオシャレな衣装が台無しになった」というもので、どうにかできないかと当企画が立ち上がった。当日は男性ゲストとして、六角精児も出演をした。
2013年2月現在、以下の3名程度が会員に名を連ねている。
| 会員No. | 会員名               | 入会日                                                                               |
| ------- | -------------------- | ------------------------------------------------------------------------------------ |
| No.0001 | 乾貴美子             | 2013年2月2日 「タモリ倶楽部女子部からのお願い!ピンマイクの送信機をオシャレにして!!」 |
| No.0002 | 光浦靖子（オアシズ） | 2013年2月2日 「タモリ倶楽部女子部からのお願い!ピンマイクの送信機をオシャレにして!!」 |
| No.0003 | 中川翔子             | 2013年2月2日 「タモリ倶楽部女子部からのお願い!ピンマイクの送信機をオシャレにして!!」 |

### タモや相撲クラブ（TAMOYA SUMO CLUB）
2014年10月4日放送分（関東地区）に「今夜結成!?タモや相撲クラブ」と題して、やくみつるを筆頭に相撲を愛するファンを集めて、相撲同好会を始めたというやくみつるの持ち込み企画として、「タモや相撲クラブ」（TAMOYA SUMO CLUB）を発足。
2014年10月現在、以下の4名程度が会員に名を連ねている。
| 会員No. | クラス | 会員名                 | 入会日                                       |
| ------- | ------ | ---------------------- | -------------------------------------------- |
| No.0001 | ★      | 森田一義               | 2014年10月4日 「今夜結成!?タモや相撲クラブ」 |
| No.0002 | ★      | やくみつる             | 2014年10月4日 「今夜結成!?タモや相撲クラブ」 |
| No.0003 | ★      | 浦風親方（元敷島勝盛） | 2014年10月4日 「今夜結成!?タモや相撲クラブ」 |
| No.0004 | ★      | 能町みね子             | 2014年10月4日 「今夜結成!?タモや相撲クラブ」 |

- ★ - ゴールド会員
- 相撲関係の企画のオープニングでは、会員同士でこの会員証を見せ合うことが恒例となっている。

### 備考
- 2006年6月10日に放送予定だった「かしこく乗りこなせ!首都圏日帰りエレベーターガイド!!」がシンドラーエレベーター事故の影響を受けて「当番組ADから一生のお願い!? 溶接技術をマスターしてリヤカーを作ってください」に放送差し替えとなった。放送予定の企画は、2007年11月3日に放送された。
- 2011年3月12日に放送予定だった「『い』で犬は歩かない、誰も知らないかるた会」は、前日に発生した東北地方太平洋沖地震（東日本大震災）及び東京電力福島第一原子力発電所事故の影響による特別報道体制により放送休止となり、同年4月9日に放送した。また、同年3月25日放送予定だった「花粉症対策緊急企画!最強マスクで完全防備!!」はお蔵入りされた後、翌2012年1月28日に放送された。そのため、当初4月2日放送予定だった「空耳アワード2011（前編）」を繰り上げて3月26日に放送した。

## ミニコーナー
番組の途中の後半部分にはミニコーナー「空耳アワー」が挟まれる（詳しくは後述）。番組初期には「廃盤アワー」「懐シネマ」というミニコーナーや「愛のさざなみ」（共演：中村れい子）というミニドラマ（主題歌はミッシェル・ポルナレフの「哀しみの終るとき（Ca N'arrive Qu'aux Autres）」）等があった。1990年代以降は「空耳アワー」で原則固定されている。

### 空耳アワー
もともとは1992年4月4日に始まった「あなたにも音楽を」というコーナーであったが、同年7月4日放送分からこのコーナー名に変更された。1995年8月25日 - 12月22日の間と、2020年4月10日からはレギュラー放送を休止し、末期には企画コーナーを使用した年2回ペースの不定期放送となっていた。
詳しくは「空耳アワー」を参照。

### 過去に放送されていたミニコーナー
ミニコーナー司会もすべてタモリが担当。

#### 1980年代
廃盤アワー
番組初回放送から放送されたミニコーナー。
既に廃盤になってしまったレコードの中から巷での人気度業界内での値段を総合評価し、レギュラー出演者の佐々木勝俊が毎週「ベスト5」を紹介していた。値段は、都内3件の中古レコード屋の平均の値段で発表をしていた。
懐かしものブームの先駆け的存在となった。
懐シネマ（なつかしねま）
「廃盤アワー」の後継として合計74回に渡り続いた、昔の映画の「ベスト5」をレギュラー出演者の佐々木勝俊が毎週、紹介するミニコーナー。
SOUB TRAIN
番組初回放送から1983年3月19日まで続いた、ソウルミュージックのステップ（ダンス）を勉強するミニコーナー。
タイトル名はアメリカのテレビ番組『SOUL TRAIN』のパロディ（「ソウル」と「総武」）。
タモリは毎回、全身赤色のジャケット・パンツに赤色のネクタイ、アフロのカツラを着用していた。
○○区横断ウルトラクイズ
『アメリカ横断ウルトラクイズ』（日本テレビ系列）のパロディとして数回放送される。
第1回放送は、本家のアメリカに対抗して、「おしゃれな街」港区が舞台。その後は、渋谷区、墨田区、千代田区、台東区、新宿区などが舞台になっている。
新宿区横断では都電が第一チェックポイントに登場してもいた。基本はタモリが読み上げた問題に対し、わかった者が手持ちの小旗を上げ早く揚げたものが解答権をとる「早上げクイズ」であったが、新宿区横断の準決勝は舞台がのぞき部屋（解答者は覗く方で、タモリはのぞき部屋のお姉さんと共に覗かれる方から出題）で下記「クイズ テイクオフ」の様に早くティッシュを抜いた者に解答権が与えられており、同時に解答権を取った人の部屋に灯りが入りステージから（マジックミラー越しに）顔が見えるようになっていた。
余談だが、この時の罰ゲームはお姉さんと一緒にオナニーショー（もちろん着衣のまま、格好だけ。それもお姉さんのフリをマネしただけ）であった。このシリーズには本家の優勝者（第10回クイズ王の森田敬和。森田が出場したのは第10回ウルトラクイズに参加する前である）、上位進出者も参加していた。
ドラマシリーズ 男と女のメロドラマ 愛のさざなみ
番組初回放送から1983年3月26日まで放送されていたミニドラマシリーズ。
主人公が下心ありありの甘酸っぱい妄想を繰り広げる連続メロドラマ。
タモリ演じる「義一」（本名の「一義」を逆）と中村れい子演じる「波子」が織り成す愛の物語。
毎回、タモリ演じる「義一」と中村れい子演じる「波子」が出会った時には必ず、タモリが「波子さん」、中村が「義一さん」と必ず言うのがお約束。そしてそのシーンで「義一と波子、運命の再会であった」というナレーションが入る。
当番組ロケ（収録）の最中、唐突に「義一」と「波子」が出会い紆余曲折を経てエッチしかけると邪魔が入るというオチで終わる。
脚本は当番組の元構成作家の景山民夫が、大久保林清の名で担当。タモリの「波子さん!」、中村の「義一さん!」の掛け声が毎回あった。
ナレーションは武田広が担当。
その後、1998年元日放送の『タモリの昨日は去年だったスペシャル!』にて「番外編」として復活したことがある（その際、吉田美和が「浪子」役を演じた）。
勝ち抜き懐アワー（懐の字は○で囲まれている）
1985年4月から放送された「懐シネマ」の後継ミニコーナー。
懐かしいものを持ってきた人が赤コーナーと白コーナーに分かれて見せ合い、上げられた旗の数で勝敗を決めた。
レッツゴー懐アワー（懐の字は○で囲まれている）
「勝ち抜き懐アワー」のミニコーナーの後継として、1985年5月から7月まで放送。
懐かしいものをベスト5形式で紹介。
お世話になりましたアワー
1985年8月から15回にわたり放送されていたミニコーナー。
男なら誰でもお世話になった女優を「ベスト5」形式で発表。
ドラマシリーズ 愛のたゆたい
1985年11月13日放送分からスタートした連続恋愛ミニドラマ。
田守義一（タモリ）：39歳・既婚・子供あり・職業は中間管理職・浮気の経験なしと菊池恵子（菊地奈々子）と恋愛関係にあり、義一は女性に対して昔から空想（妄想）の世界に入りやすい性格である。
原作は大久保林清（景山民夫）、ナレーションは武田広が担当。
なんてったって MIBOUJIN
1986年4月に放送されたミニコーナー。
ゲストは山本晋也。我こそは理想の未亡人であるもしくは未亡人になれるという女性にハガキを出してもらい、タモリと電話で会話をするミニコーナー。
たった3回で消え、当時の最短ミニコーナーとなった。
夜の英会話
1986年4月にスタート。その後1年半71回続いたミニコーナー。
「ゲイに誘われたときにやんわりと断る」など、夜に役立つフレーズを学ぶミニコーナー。レギュラー出演者は窪田ひろ子。
怖いですねアワー
1986年7月から翌年の4月まで34回続いたホラー映画の怖いシーンを紹介するミニコーナー。レギュラー出演者は渡辺祐。
連続セーラー服ドラマシリーズ 愛の山嵐
1986年11月7日放送分からスタートした連続ミニドラマ。
登場人物は、セーラー服好きの音楽教師の田守義一（タモリ）と「義一」に好意を寄せる生徒の田辺美佐子、そしてその「義一」を誘惑する生徒の麻生澪。
毎回、「義一」が麻生に誘惑されて興奮している現場に田辺が偶然現れ「不潔です!」と言い残して去って行く。その後、麻生も何らかの理由で「不潔よ!」と言って去っていくというオチであった。脚本はロイジェームス・三木。ナレーションは武田広が担当。
クイズテイクオフ
1987年4月から約20回にわたって放送された、男女のカップル同士の対決型クイズミニコーナー。
アナウンサーが読み上げる問題に対して男性が答える。「早押し」形式だがボタンではなく男性解答者が手に持っているティッシュ箱からティッシュを1枚取り出し高く放り上げ、床に早く落下した方に解答権が与えられる。
正解すると相手チームの女性は着ている衣服を1枚脱がなければならない（=テイクオフ）。不正解の時はパートナーの女性が服を脱ぐ。女性がギブアップを宣言した時点で相手チームが勝ちとなりゲーム終了。3週勝ち抜けばハワイ旅行を獲得できる（離陸=テイクオフ）。
ヒューマン・ドキュメント・シリーズ THE青春
1987年10月9日から放送されたコーナー（全16回）。
AD宇梶（当時23歳）の生活をモチーフにした自虐ドラマ。
東京トワイライトゾーン
1988年3月5日から1990年5月26日まで放送されたミニコーナー。
東京近郊の不思議なもの・おかしなものを実際に見て回るコーナー。
タモリが冒頭に「世の中にある不思議な物、常識では考えられない物、それらを白日のもとにさらし、その原因を追究するこのコーナー」と挨拶するのが恒例であった。
例えば、入り口のないらせん階段、階段もないのに2階の壁面に扉がある家、壁にアワビや植木鉢が埋め込まれている家、マンホール銀座、モアイ像のいるマンション、クイズの家、空き缶のなる木など。
レギュラー出演者は「トワイライトなもの評論家」の久住昌之と「トワイライトなもの専門カメラマン」の滝本淳助。
当ミニコーナーの元ネタはよく宝島社のVOWではないかと思われているが、久住が学生時代に師事していた赤瀬川原平により提唱された超芸術トマソンが元である。
1989年に書籍「タモリ倶楽部 東京トワイライトゾーン」が日之出出版から発売された。著者は久住と滝本の二人で、当コーナーで紹介された不思議なものが掲載されている。
行ってみよう、やってみよう、なんでも知ってピンピンピン♪
1989年から1990年初頭の短期間に数回放送されたミニコーナー。
アシスタントに当時何かと話題だったAV女優のアニータ・カステロを迎え、子供向け教育番組のような体裁でタモリと共に「大人の社会科見学」をしに街に出るというコーナー。
第1回目の企画は当時三軒茶屋に在った「電動こけし」の工場見学だった。

#### 1990年代
瞑想アワー
1990年11月24日から1991年4月27日まで放送されていたミニコーナー。
タモリが冒頭に「現代人の誰もが避けて通れないストレスの闇を優しくそして前向きにヒーリングしていただく瞑想アワーのお時間がやって参りました」と挨拶するのが恒例であった。
「瞑想アワー」のタイトルコールは武田広が担当。
現代人のストレス（悩み）を悟りのダンスで癒すコーナー。レギュラー出演者は「踊る潜在意識」こと、麿赤児と弟子2名 - 3名。
瞑想刑事（デカ）
「瞑想アワー」の続編。
刑事役の麿赤児が事件を捜査中にアルファ波を出して、瞑想に陥るという内容だった。
サインはポイ!ふたたび
1990年に放送されていたミニコーナー。
サイン色紙評論家のぴりっときたろうと共に都内に出向き、歴史を感じられる著名人らのサイン色紙をメインに素人2人ずつで対決を行っていく。より歴史を感じられる著名人からのサイン色紙をぴりっときたろうが判定していく。勝ち抜き選で優勝者には商品が贈呈される。
今週の五ツ星り
1990年11月24日から1992年9月26日まで放送されていたミニコーナー。
「おっぱいフェチ」を自称するタモリだが、山田五郎（当初は赤井英和）をコメンテーターに迎えて、毎回さまざまな素人女性のお尻（外国人も）を品評していた。
ジ・イントロナシニナル
前奏に歌詞をつけるというもので、「インターナショナル」と「イントロなしになる」を掛けている。
視聴者からイントロに合った歌詞を募集していた。進行は渡辺祐、解説は曽根幸明。
ニュージ・ステーション
タモリが山田五郎と共に乳児を品評するミニコーナー。
タイトル名は、同局の報道番組『ニュースステーション』のパロディ。
コーナー終了時には毎回タモリが色紙にコメントを書いていた。
女児の性器には必ずモザイクをかけていたが、男児は丸出しだった。出演した男児が放尿や勃起をするなど、ハプニングも続出だった。
テーマ音楽は「ラヴァーズ・コンチェルト」のスキャット。
クイズDEATH
デスメタルバンドに童謡や歌謡曲などを歌わせ原曲を当てるミニコーナー。「学ぶデス」という企画から派生。
「空耳アワー」の後継ミニコーナーとして始まったが人気がなく、結局「空耳アワー」復活となった。
武田広によるナレーションには、必ず語尾に丁寧語の「です」とかけて「DEATH」が付けられ、アシスタントの女性（エミ・エレオノーラ）は「ホスDEATH」（ホステス）と呼ばれていた。演奏は「エバデス」「ネクロフィリア」による。
コーナーの最後には必ず「空耳アワーの投稿も募集中」と告知しており、ネタの枯渇した「空耳アワー」を一旦休止させ、ネタをストックするためのつなぎ企画だったと見る向きもある。
美しき愛の輪廻
渡辺正行原作のミニ恋愛ドラマ。
あなたにも音楽を
1992年4月4日から同年6月27日まで放送されていたミニコーナーで、第1回の進行は、当時構成作家を担当していた町山広美が担当。第2回から町山と入れ替わる形で安齋肇が加入。
コーナー開始当初は邦楽曲からの投稿が圧倒的に多かったが、次第に洋楽の歌詞が日本語に聞こえるといった「こじつけ」の投稿が多くなった結果、「当初とは趣旨が変わってしまった」という理由で、同年7月より「空耳アワー」に引き継がれた。
My勝負パンツ
1998年1月から2月に放送されていたミニコーナー。
さまざまなタレントの勝負下着を鑑賞するコーナー。
コーナー進行は春菜愛（現：はるな愛）が担当した。

#### 2020年代
マッチングタモリ
2020年5月2日から開始されたコーナー。空耳アワー以外のコーナーが放送されるのは22年ぶり。
進行役は野上慎平（テレビ朝日アナウンサー）が務める。
タモリと初対面のお笑い芸人が出した一つの質問をタモリが答え、その答えがお笑い芸人と「マッチング」しているか判定するというコーナー。タモリの回答と一致すると「マッチング」、一致しないと「ミスマッチ」となる。マッチングすると「ぴっタモリ」、ミスマッチすると「やっちまっタモリ」のステッカーがお笑い芸人に贈られる。同コーナーは同年5月22日の放送を最後に放送されず、それ以降、10月23日放送分までは企画コーナー終了後のCM突入前に空耳アワーで使われる空耳オブジェ3種の画面が映し出されるとともに空耳作品の募集を呼び掛けていた。
元々は同年3月27日の放送分で行われた企画をコーナー化したもので、この時のタイトル表記は「マッチング・タモリ!」であった。進行役はコーナーと同じく野上慎平が務めた。質問は4つ出題され、回答が一つもタモリと一致しないと「やっちまっタモリ」、一つ一致すると「ずれタモリ」、二つ一致すると「かすっタモリ」、三つ一致すると「おしかっタモリ」、全て一致すると「ぴっタモリ」のステッカーが贈られた。フワちゃんには「やっちまっタモリ」、エイトブリッジ（別府ともひこ・篠栗たかし）には「ずれタモリ」、空気階段（鈴木もぐら・水川かたまり）には「おしかっタモリ」のステッカーが贈られた。
第1回 - きつね（淡路幸誠・大津広次）結果 - ミスマッチ、やっちまっタモリ
第2回 - ザ・マミィ（林田洋平・酒井尚）結果 - マッチング、ぴっタモリ
第3回 - 東京ホテイソン（ショーゴ・たける）結果 - ミスマッチ、やっちまっタモリ
第4回 - オズワルド（畠中悠・伊藤俊介）結果 - ミスマッチ、やっちまっタモリ

## 特別番組

### スペシャル放送
| 放送日         | 放送時間                 | 番組タイトル                                                                                       | 主な出演者 | 視聴率 |
| -------------- | ------------------------ | -------------------------------------------------------------------------------------------------- | --- | ------ |
| 1984年1月1日   | 23:55 -                  | 今年も!タモリ倶楽部 CONVENIENCE CABARET スペシャル                                                 | タモリ |        |
| 1996年11月2日  |                          | タモリ倶楽部 〜FOR THE SOPHISTICATED PEOPLE〜 生放送 空耳アワースペシャル                          | タモリ、安斎肇（ソラミミスト）、内村光良（ウッチャンナンチャン） |        |
| 2001年12月30日 | 23:00 - 翌0:54 （114分） | タモリ倶楽部 〜FOR THE SOPHISTICATED PEOPLE〜 空耳アワード2001                                     | タモリ、安斎肇（ソラミミスト）、矢口真里、石川梨華、CHAGE、 キャイ〜ン（天野ひろゆき・ウド鈴木）、坂下千里子、佐野史郎、 PUFFY（大貫亜美・吉村由美）、セイン・カミュ、上島竜兵、 下平さやか（テレビ朝日アナウンサー） |        |
| 2009年1月30日  | 23:15 - 翌0:10 （55分）  | テレビ朝日開局50周年記念特別番組 今夜だけ タモリ倶楽部 〜FOR THE SOPHISTICATED PEOPLE〜 スペシャル | 勝田和宏（当時テレビ朝日アナウンサー）、下平さやか（テレビ朝日アナウンサー） | 13.3 % |
| 2022年10月4日  | 23:15 - 翌0:00 （45分）  | タモリ倶楽部SP 〜ユーミン初登場で空耳やっちゃいました!                                             | タモリ、安斎肇（ソラミミスト）、松任谷由実、奥田民生 |        |

- 関東地区における放送日。放送時間は（JST）
- 各年度の視聴率は関東地区・ビデオリサーチ社調べ

### 総集編
当番組の司会であるタモリの意向もあり、「空耳アワード」以外の総集編・未公開シーン集といった類いの放送は開始から四半世紀以上にわたり放送が行われていなかった。
ただし1988年に諸般の事情で過去の放送のダイジェスト版が（過去のミニコーナーや旅もの〔北斗星乗車や日帰り海外ツアーなど〕）放送されたことはある。
2001年に司会のタモリがゴルフボールで左目のケガにより休養した際にも、過去のダイジェスト版が放送された（2001年11月30日・12月7日の2週にわたって「リストラをぶっ飛ばせ!文化人貢献度アピール祭り」と題し、常連ゲストである井筒和幸、杉作J太郎、パラダイス山元、みうらじゅん、蛭子能収、山田五郎各人の過去の出演VTRが放送された）。
放送開始から約26年4か月後の2009年1月30日の23:15 - 翌0:10（JST）に、テレビ朝日開局50周年記念番組である『50時間テレビ』内の『テレビ朝日開局50周年記念特別番組 今夜だけ タモリ倶楽部スペシャル』として、放送開始以来の傑作集が初めて放送された。『50時間テレビ』のラインナップで唯一通常放送と同様SD画質で制作されており、ハイビジョン制作にはならなかった。
番組放送開始以来初めてANNフルネット全24局同時ネット（朝日放送は数分遅れ）で放送され、東日本放送では、2007年3月に番組の放送を打ち切ってから約2年ぶりの放送となった。司会のタモリは直接は登場せず、過去の傑作集のVTRのみで番組に出演経験のある勝田和宏・下平さやか両テレビ朝日アナウンサーによる司会・進行となった。肖像権などの知的財産権の都合上、画面の多くに編集処理された映像が続く場面も少なくないものであった。
2020年4月以降の放送では新型コロナウイルス感染症の流行の影響で新規収録がストップしたことから、以下の内容で総集編を放送した。4月17日・4月24日・6月12日・6月19日のみ、冒頭にタモリが登場して進行を担当した。
4月17日：「緊急特別企画!タモリ電車クラブ結成15年目突入記念 番組鉄道史をスイッチバック!」
4月24日：「祝1800回 タモリ倶楽部を踏み台、いや 足がかりにしていった芸人達」
5月29日：「作った!食べた!飲んだ!クッキングタモリ・リミックス けっこう役立つレシピ付き」
6月5日：「第1回春の紅白歌わない合戦」
6月12日：「ボートから護衛艦まで!キャプテンタモリ大航海史」
6月19日：「振り返れば誰もいない!ぶっちぎり!孤高のマニア列伝」

## 特別番組による放送休止
- 毎年7月下旬から8月の初旬にかけて『全英オープンゴルフ』と『全英女子オープンゴルフ』が当番組の放送時間の金曜日の深夜から早朝に掛けて放送されるため、この間は2週間放送が休止された。これ以外にもサッカーやフィギュアスケート、世界水泳、オリンピックなどのスポーツ中継で不定期に休止される場合もあった。
- 年末年始にも特別番組で2週 - 3週にわたり放送が休止された。

## 関連商品

### 書籍
- タモリ倶楽部 夜の英会話 / 夜だけでなく、昼間も役に立つ!（全国朝日放送、窪田ひろ子（元FENアナウンサー）、ISBN 4-88131-086-0、1987年5月5日）
- 夜の英会話 タモリ倶楽部（男と女）（全国朝日放送、窪田ひろ子（元FENアナウンサー）、ISBN 4-8813-1101-8、1987年12月）
- タモリ倶楽部 東京トワイライトゾーン（日之出出版、久住昌之・滝本淳助、ISBN 4-89198-073-7、1989年4月1日）

### VHS
- タモリ倶楽部 THEビデオ（1986年7月21日、ポニーキャニオン）[15]

## 受賞歴
- 第39回ギャラクシー賞（奨励賞）

2002年5月に放送された「プロジェクトSEX 性の挑戦者たち」（ダッチワイフの開発を特集）が受賞。受賞理由は「パロディの元となった番組では、テーマとして到底取り上げられない開発物語に着目し、開発者の技術開発の情熱や秘話を見事なパロディ精神と取材力で演出した」ことである。
- 第50回ギャラクシー賞（特別賞）

2013年6月3日、放送文化の向上に貢献した番組や個人・団体に対して表彰と受賞。
- ギャラクシー賞 2023年3月度月間賞

3月25日放送（空耳アワー最終回）「頑張ったけどスベったらゴメンね ALL新作空耳アワー」と4月1日放送の最終回「巷の皆さん間違ってますよ!タモリ流レシピを訂正しよう!」が受賞。受賞理由は「『毎度おなじみ流浪の番組…』。あのタイトルコールがもう聞けない喪失感は撃甚だ。最後だからと力が入ることもなくいつも通り、期待を裏切らないゆるい大爆笑で40年の歴史に幕。バカバカしさも乗り越えて、大人が真剣に遊ぶ番組だったと最後までうならせてくれた。」ということである。

## 歴代スタッフ
- ナレーター：渡辺美佐／武田広、増谷康紀
- 構成：海老克哉、加藤智久、竹村武司、今井健太／景山民夫、佐々木勝俊、加藤芳一、成田はじめ、谷口秀一、青山通、右近亨、高須光聖、鈴木弘康、町山広美、坂内宏、高橋洋二、三木聡、川原慶太郎、元祖爆笑王(高橋裕幸)、西田哲也、、笹川勇、近藤祐次、エモペイ、佐藤隆輔、山越和宏
- 技術：ティ・ピー・ブレーン／日本電子工学院、映像集団、池田屋
- SW（スイッチャー）：高木武彦
- カメラ：中島せいや、佐藤直志、松居康平／関根智之、長谷川圭一、品本幸雄、波田野央美、別府忠久、中村純、小山茂明、堀内昭彦、一木知英、松尾俊一郎、柴崎進、清水崇行
- VE（ビデオエンジニア）：杉原隆史、渡部福、田高信(伸)悟、小出秀久、塚本修、中本健一、鈴木昭二、本田克(和)彦
- 音声：高橋克明、高橋優二／平澤亮、村山政輝、佐藤多喜雄、深澤友裕、宮田伸行
- 調整：岡田大輔
- 照明：共立照明 鈴木昌平、プログレッソ 糀谷等、平井治雄
- 美術：立原英生（ジーケンアート）／岩本栄佐夫、小杉理紗・宮本旭（ジーケンアート）、大川明子（ジーケンアート→日本テレビアート）、宗次宏光（ジーケンアート→アックス）
- 美術デザイン：前田香織（テレビ朝日クリエイト）
- 美術進行：金原典代（テレビ朝日クリエイト）
- メイク：川口かつら
- オープニングCG→CG：池田祥康（ハウミック）
- 編集：村本直矢（ミックビジョン）／鈴木敬二・三浦直康（IMAGICA）、よしだ（吉田）裕二・小宮純一（麻布プラザ）、大沼一真（ザ・チューブ）、後藤孝則（ミックビジョン）
- MA（マルチオーディオ）：中塚恭輔（ミックビジョン）／大塚大（IMAGICA）、黒川亜樹・迫久寿雄・山本晋・坂本純子（麻布プラザ）、村松勝弘（麻布プラザ→現スタジオヴェルト）、平久保多香子（ザ・チューブ）、小田島真美（ミックビジョン）
- 音効：黒澤隆昌（佳夢音）／梅田堅（ピック→佳夢音）、佐藤僖純（佳夢音）、西野有彦（4-Legs）
- タイムキーパー（TK）：山田英子
- タイトルデザイン：MASA-TOYO／井上嗣也
- ヘア・メイク：安田有里（アートメイク・トキ）
- アニメーション：中村由男、TEAビデオセンター
- 広報：岩間斉（テレビ朝日）
- 企画：菅原正豊（ハウフルス、以前は演出、監修）／前田猛（田辺エージェンシー・タモリの現場マネージャー）、三倉文宏（テレビ朝日）
- 企画制作：田辺昭知（田辺エージェンシー）、皇達也（テレビ朝日）
- ディレクター：杉本篤史、籾山祐樹、榊俊平（ハウフルス）／渡辺秀樹・鈴木雅視（禅）、岩沢清（フルハウス→WINS）、舟澤謙二（禅プランニングアンドプロデュース→モスキート）、斉藤亮・神山敦・太田智・小林正純・坂本宏之・佐藤正樹・佐藤研・高橋研・土井隆志・平山大策・畑中祐介・藤嶋祥行・森本展寧・山元豊洋・春日英知・時﨑豊・堀江昭子・田島浩之・望月創・品田尚孝・奥村天知・春田英知（ハウフルス）、小久保剛、窪田豊・木下俊彦（D3Company）、菅剛史（元ビーワイルド、現ガスコイン・カンパニー）、香川春太郎、中井康二（中井→現モスキート）、和久津一成（和久津→現ダブルアップ社長）、樽見近工（現ダイナマイトレボリューションカンパニー）、宮本大輔、佐藤啓、新井孝輔・安部聖之（Platform）、中本訓彦、三浦信一、永島糧
- AP（アシスタントプロデューサー）：松井英光（テレビ朝日）、原田努・山田浩司（ハウフルス）
- 演出：山田謙司（ハウフルス、以前はディレクター、演出→監修）／新川雅史・大澤哲也（ハウフルス、共に以前はディレクター）
- エグゼクティブプロデューサー：山本たかお[注 20]（テレビ朝日、以前はプロデューサー）
- ゼネラルプロデューサー：小田隆一郎（テレビ朝日、2019年10月4日 - ）／粟井淳・荒井祥之（テレビ朝日、荒井→以前はプロデューサー）
- プロデューサー・演出：湧口義輝・岩村紀明・斉藤由雄（テレビ朝日）
- プロデューサー：大坪大祐（テレビ朝日）、富樫孝行（田辺エージェンシー）、田中優（ハウフルス、以前はAP）／松尾浩介（田辺エージェンシー）、津田誠・高浦康江・増田君儀・岩崎晃恵(増田・岩崎→以前はAP)（ハウフルス）、村松宏（現スパイラルエンタテインメントジャパン社長）、新国誠（現フルハウス）、新井義春（D3Company）、三倉文宏・岩城利明・中貞人・佐藤信也・清水克也・伊東寛晃・舘智有里・梶山貴弘（テレビ朝日）
- 制作担当：阿部恒久・島田大輔(島田→以前はプロデューサー)（禅）
- 制作協力：ハウフルス／禅プランニングアンドプロデュース、D3Company
- 制作：テレビ朝日、田辺エージェンシー

## ネット局と放送時間

### 終了時点のネット局
- [字]は、字幕放送実施局。

| 放送対象地域   | 放送局                           | 系列           | 放送終了日    | 最終回時点の放送曜日・時間   | ネット状況 | 備考                          |
| -------------- | -------------------------------- | -------------- | ------------- | ---------------------------- | ---------- | ----------------------------- |
| 関東広域圏     | テレビ朝日（EX）[字]             | テレビ朝日系列 | 2023年4月1日  | 土曜 0:20 - 0:50（金曜深夜） | 制作局     | [ 注 22 ]                     |
| 山形県         | 山形テレビ（YTS）[字]            | テレビ朝日系列 | 2023年4月1日  | 土曜 0:20 - 0:50（金曜深夜） | 同時ネット |                               |
| 福島県         | 福島放送（KFB）[字]              | テレビ朝日系列 | 2023年4月1日  | 土曜 0:20 - 0:50（金曜深夜） | 同時ネット | [ 注 23 ]                     |
| 岩手県         | 岩手朝日テレビ（IAT）            | テレビ朝日系列 | 2023年4月8日  | 土曜 0:50 - 1:20（金曜深夜） | 遅れネット | [ 注 24 ]                     |
| 静岡県         | 静岡朝日テレビ（SATV）[字]       | テレビ朝日系列 | 2023年4月11日 | 火曜 0:45 - 1:15（月曜深夜） | 遅れネット | [ 注 26 ]                     |
| 大分県         | 大分朝日放送（OAB）[字]          | テレビ朝日系列 | 2023年4月11日 | 火曜 1:20 - 1:50（月曜深夜） | 遅れネット | [ 注 27 ]                     |
| 山口県         | 山口朝日放送（yab）              | テレビ朝日系列 | 2023年4月14日 | 金曜 0:45 - 1:15（木曜深夜） | 遅れネット | [ 注 28 ]                     |
| 宮城県         | 東日本放送（khb）                | テレビ朝日系列 | 2023年4月14日 | 金曜 0:56 - 1:26（木曜深夜） | 遅れネット | [ 注 29 ] [ 注 30 ] [ 20 ]    |
| 香川県・岡山県 | 瀬戸内海放送（KSB）              | テレビ朝日系列 | 2023年4月14日 | 金曜 1:10 - 1:40（木曜深夜） | 遅れネット | [ 注 31 ]                     |
| 長崎県         | 長崎文化放送（ncc）              | テレビ朝日系列 | 2023年4月16日 | 日曜 0:55 - 1:25（土曜深夜） | 遅れネット |                               |
| 秋田県         | 秋田朝日放送（AAB）              | テレビ朝日系列 | 2023年4月17日 | 月曜 1:30 - 2:00（日曜深夜） | 遅れネット | [ 注 32 ]                     |
| 鳥取県・島根県 | 日本海テレビ（NKT）              | 日本テレビ系列 | 2023年4月18日 | 火曜 1:30 - 2:00（月曜深夜） | 遅れネット | [ 注 33 ] [ 注 34 ] [ 注 35 ] |
| 北海道         | 北海道テレビ（HTB）              | テレビ朝日系列 | 2023年4月19日 | 水曜 0:50 - 1:20（火曜深夜） | 遅れネット | [ 注 36 ]                     |
| 中京広域圏     | 名古屋テレビ（メ〜テレ/NBN）[字] | テレビ朝日系列 | 2023年4月25日 | 火曜 0:25 - 0:57（月曜深夜） | 遅れネット | [ 注 37 ]                     |
| 青森県         | 青森朝日放送（ABA）              | テレビ朝日系列 | 2023年4月29日 | 土曜 0:45 - 1:15（金曜深夜） | 遅れネット | [ 注 38 ]                     |
| 長野県         | 長野朝日放送（abn）              | テレビ朝日系列 | 2023年5月5日  | 金曜 0:50 - 1:20（木曜深夜） | 遅れネット | [ 注 39 ]                     |
| 福岡県         | 九州朝日放送（KBC）              | テレビ朝日系列 | 2023年5月5日  | 金曜 1:50 - 2:20（木曜深夜） | 遅れネット | [ 注 40 ]                     |
| 鹿児島県       | 鹿児島放送（KKB）                | テレビ朝日系列 | 2023年5月8日  | 日曜 23:55 - 月曜 0:25       | 遅れネット | [ 注 42 ]                     |
| 広島県         | 広島ホームテレビ（HOME）[字]     | テレビ朝日系列 | 2023年5月10日 | 水曜 0:20 - 0:50（火曜深夜） | 遅れネット | [ 注 43 ]                     |
| 新潟県         | 新潟テレビ21（UX）               | テレビ朝日系列 | 2023年5月17日 | 水曜 0:50 - 1:20（火曜深夜） | 遅れネット | [ 注 45 ]                     |
| 熊本県         | 熊本朝日放送（KAB）              | テレビ朝日系列 | 2023年6月4日  | 日曜 1:00 - 1:30（土曜深夜） | 遅れネット | [ 注 46 ]                     |
| 近畿広域圏     | 朝日放送テレビ（ABC TV）         | テレビ朝日系列 | 2023年6月8日  | 木曜 1:38 - 2:14（水曜深夜） | 遅れネット | [ 注 48 ]                     |
| 石川県         | 北陸朝日放送（HAB）              | テレビ朝日系列 | 2023年6月25日 | 日曜 0:35 - 1:05（土曜深夜） | 遅れネット | [ 注 49 ]                     |
| 愛媛県         | 愛媛朝日テレビ（eat）[字]        | テレビ朝日系列 | 2023年7月15日 | 土曜 1:50 - 2:50（金曜深夜） | 遅れネット | [ 注 50 ]                     |
| 沖縄県         | 琉球朝日放送（QAB）              | テレビ朝日系列 | 2023年8月6日  | 日曜 1:00 - 1:30（土曜深夜） | 遅れネット |                               |

### 途中打ち切りのネット局
系列は放送当時のもの。
| 放送対象地域 | 放送局             | 系列                                         | 備考                                                       |
| ------------ | ------------------ | -------------------------------------------- | ---------------------------------------------------------- |
| 青森県       | 青森放送（RAB）    | 日本テレビ系列 テレビ朝日系列                | 青森朝日放送開局により移行                                 |
| 秋田県       | 秋田放送（ABS）    | 日本テレビ系列                               | 秋田朝日放送開局前の1980年代後半の一時期のみ放送           |
| 山形県       | 山形放送（YBC）    | 日本テレビ系列 テレビ朝日系列                | 1993年3月23日まで 山形テレビのネットチェンジに伴い移行     |
| 長野県       | テレビ信州（TSB）  | 日本テレビ系列 テレビ朝日系列                | 長野朝日放送開局により移行                                 |
| 山梨県       | 山梨放送（YBS）    | 日本テレビ系列                               |                                                            |
| 富山県       | 北日本放送（KNB）  | 日本テレビ系列                               | [ 注 53 ] [ 注 54 ]                                        |
| 石川県       | 石川テレビ（ITC）  | フジテレビ系列                               | 北陸朝日放送開局により移行                                 |
| 福井県       | 福井放送（FBC）    | 日本テレビ系列 テレビ朝日系列                |                                                            |
| 愛媛県       | あいテレビ（itv）  | TBS系列                                      | 愛媛朝日テレビ開局により移行                               |
| 高知県       | テレビ高知（KUTV） | TBS系列                                      |                                                            |
| 熊本県       | 熊本放送（RKK）    | TBS系列                                      | 熊本朝日放送開局前の1980年代後半に不定期放送               |
| 大分県       | テレビ大分（TOS）  | 日本テレビ系列 フジテレビ系列 テレビ朝日系列 | 大分朝日放送開局前の1980年代半ばに半年間放送               |
| 宮崎県       | テレビ宮崎（UMK）  | フジテレビ系列 日本テレビ系列 テレビ朝日系列 | 1989年4月時点で金曜1:10 - 1:40（木曜深夜）にレギュラー放送 |

## パロディ
狼耳アワー
MAN WITH A MISSIONのライブの間にMISSION動画というコーナーにて空耳アワーのパロディが行われた。無論、すべて彼らの曲内の日本語に聞こえる部分を使用しており、ギターボーカルのジャン・ケン・ジョニー曰く、「パクリデハナクリスペクト」とのこと。なお、ジョニーは2020年4月10日放送分にゲスト出演を果たした。
空似アワー
日本テレビのバラエティ番組「まねキン」で空耳アワーのパロディコーナーが行われていた。タモリ役はコージー冨田、安斎役はイジリー岡田が務めていた。
空耳我慢
JFN系列で放送されているラジオ番組『川谷絵音の約30分我慢してくれませんか』内で行われている、空耳アワーをオマージュしたコーナー。本家が洋楽限定の中、こちらでは邦楽・洋楽問わずにリスナーが見つけた「日本語以外で歌われているが、あたかも日本語のように聞こえる歌詞（空耳）」を募集している。
恋のアメリカ
マキシマム ザ ホルモンの楽曲「恋のアメリカ」のMV内で空耳アワーの映像などを模したシーンがあった。また、マキシマム ザ ホルモンのメンバーである上ちゃんはタモリのような格好をして出演している。